# Studielastuur
Een studielastuur (SLU) is een tijdseenheid om per vak en voor alle vakken samen, voor de bovenbouw van het voortgezet onderwijs (havo en vwo) in Nederland aan te geven hoe zwaar het vak doorweegt in het vakkenpakket bestaande uit diverse profielen.
Leerlingen moeten een vakkenpakket kiezen dat voldoet aan het minimum- en maximumaantal toegestane studielasturen. Per vak wordt een van tevoren vastgesteld aantal SLU's toegekend, dat officieel volgemaakt moet worden. Als een leerling te weinig studielasturen besteedt, bijvoorbeeld vanwege ziekte of uitval, dan moeten die uren door middel van zelfstudie worden ingehaald. Ook kunnen studielasturen ingevuld worden door mee te werken aan de schoolkrant of door het geven van huiswerkbegeleiding aan leerlingen van lagere klassen.
Soms wordt ook gesproken van SBU of studiebelastingsuur.
Het aantal SLU's is altijd een veelvoud van 40. Met uren worden klokuren bedoeld en geen lesuren. In het voorgeschreven aantal uren per vak is alles inbegrepen: lessen, huiswerk, practica, excursies, praktische opdrachten, het lezen van literatuur etc.
Een ruwe deling van het aantal SLU's per vak door 50 geeft ongeveer het aantal lessen per week aan. Dit aantal wordt verspreid over de beschikbare leerjaren tijdens de tweede fase; op havo twee en op vwo drie leerjaren.
De leerling wordt geacht 40 weken per jaar 40 uur met zijn studie bezig te zijn, waarmee de havoleerling in de tweede fase 3200 en de vwoleerling 4800 klokuren of SLU's aan school besteedt.